# 裨益知
裨益知（Willard Livingstone Beard，1865年2月5日—1947年4月15日），美国传教士，曾受美国公理会差会差遣，在中国福州传教。
1865年2月5日，裨益知出生于美国康涅狄格州谢尔顿，1887年就读于欧柏林大学（Oberlin College），1891年毕业，获得文学士学位。1894年毕业于哈特福德神学院。

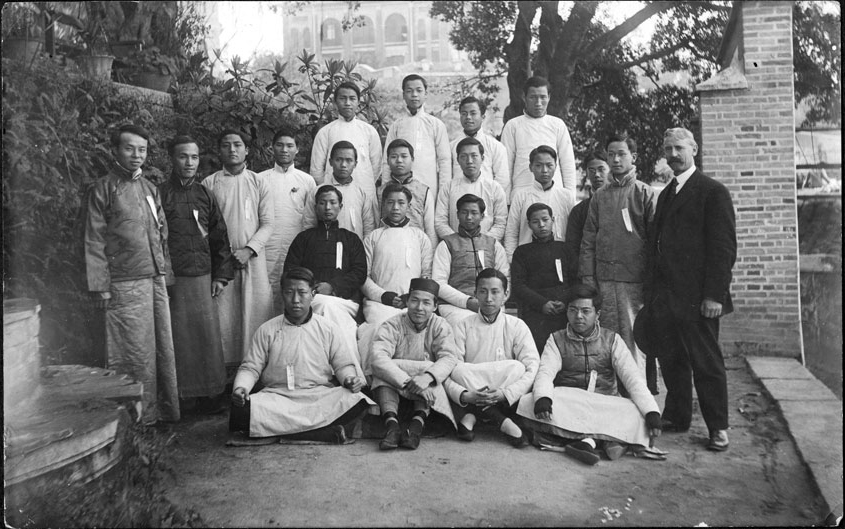
裨益知和福州格致书院的学生

1894年，裨益知受美国公理会差会差遣，前往中国传教。1904年辞职，改任福州基督教青年会总干事至1909年。1910年，他返回美国，在纽约市担任美国公理会差会干事两年时间。1912年裨益知返回中国，担任榕城格致书院校长至1927年。从1927年到1936年他在中国从事公众传教工作。
第二次世界大战爆发时，裨益知返回故乡，在那里度过余生。1947年4月15日，他因心肌梗死在佛罗里达州杰克逊维尔的女儿家中去世。